# E-載波
E-載波是分時多工載波系統中的成員，為了以數位傳輸的方式同時處理多組電話呼叫而開發。歐洲郵電管理委員會（CEPT）最早對E-載波系統進行了標準化，他們修訂並改進早期的美國T-載波技術，現在E-載波已被國際電信聯盟電信標準化部門（ITU-T）採用。除了美國、加拿大和日本以外，幾乎所有國家都廣泛使用E-載波。隨著電信網路向全IP過渡，E-載波的部署已逐漸被乙太網路取代。

## E1訊框結構
E1的連線在兩組獨立的線路上工作，通常是使用無遮蔽式雙絞線（平衡電纜）或使用同轴电缆（非平衡電纜）。標稱3伏特的峰值訊號用脈衝編碼，使用一種避免長時間沒有極性變化的方法。線路資料速率為2.048 Mbit/s（全雙工，即下行2.048 Mbit/s，上行2.048 Mbit/s），分為32個時槽，每個時槽依次分配8位元。因此，每個時槽會發送和接收一個8位元的PCM取樣訊號，通常以A-law演算法編碼，每秒送收8000次（8 × 8000 × 32 = 2048000）。 這是語音電話呼叫的理想選擇，其中語音以該資料速率取樣並在另一端重建。時槽的編號從0到31。

### 特殊時槽
時槽（TS0）保留用於訊框同步（framing）目的，並輪流發送固定模式。這讓每個訊框在一開始時被接收器鎖定並依次匹配每個通道。該標準允許對每個訊框中所有傳輸位元執行全循環冗餘校驗，以檢測電路是否丟失位元（資訊），但並不總是使用。也可以使用時槽TS0發送警報信號。最後，一些位元則保留給國家使用。
時槽（TS16) 通常保留用於信令目的，根據所選擇的其中一種標準電信協議，用來控制建立呼叫和拆掉（teardown）呼叫。包括隨路信令（Channel Associated Signaling，CAS），其中一組位元用於複製打開和關閉電路（就像拿起電話接收器並在轉盤式電話上送出數位脈衝一樣），或使用在語音電路本身上傳遞的單音信令（tone signalling）。 較近期的系統使用的是共通道信號方式（Common-channel signaling，CCS），如七號信令系統（SS7），則沒有將特定時槽預留給信令，信令協議在自由選擇的一組時槽傳輸，或在不同的物理通道上傳輸。
當使用E1訊框進行資料通訊時，有些系統對這些時槽的使用方式略有不同，下面兩種選擇其中一種
- TS0：訊框同步TS1-TS31：資料流量——這被稱為Channelized E1，在需要訊框同步的場合使用，它允許辨識和提取32個時槽中的任一個。
- TS0-TS31：資料流量 — 通常稱為Clear Channel E1或Unchannelized，用於不需要訊框同步、不需時槽提取且需要完整頻寬 (2 Mb/s) 的情況。

## 外部連結
- Signaling System No. 7 (SS7/C7): Protocol, Architecture, and Services eBook